# État d'alerte
État d'alerte (The Grid) est une mini-série américano-britannique en six épisodes de 45 minutes, créée par Tracey Alexander et Ken Friedman et diffusée du 19 juillet au 9 août 2004 sur la chaîne TNT.
En France, elle a été diffusée les 23 et 24 janvier 2005 sur France 2 sous la forme de trois téléfilms de 90 minutes.

## Synopsis
État d'alerte met en scène la lutte d'un groupuscule terroriste et d'une cellule anti-terroriste constituée d'agents des services secrets américains et britanniques.

## Distribution

### Acteurs principaux
- Dylan McDermott (VF : Xavier Fagnon) : Max Canary
- Julianna Margulies (VF : Hélène Chanson) : Maren Jackson
- Tom Skerritt (VF : Bernard Tiphaine) : le directeur adjoint CIA Acton Sandman
- Bernard Hill (VF : Richard Leblond) : Derek Jennings
- Jemma Redgrave (VF : Stéphanie Lafforgue) : Emily Tuthill
- James Remar (VF : Régis Reuilhac) : Hudson « Hud » Benoit
- Peter Marek (VF : Alexis Victor) : Raza Michaels
- Paula Devicq (VF : Charlotte Marin) : Jane McCann
- Silas Carson (VF : Guy Chapellier) : Dr Raghib Mutar
- Olek Krupa (VF : Bernard Métraux) : Stana Moore
- Alki David (VF : Stefan Godin) : Mohammed
- Barna Moricz (VF : Alexis Tomassian) : Kaz Moore
- Emil Marwa (VF : Nessym Guetat) : Akil Samoudi
- Robert Forster (VF : Patrick Messe) : Jay Aldrich

### Acteurs secondaires
- Imram Ali (VF : Vincent de Boüard) : Kahil
- Suzanne Bertish (VF : Mireille Delcroix) : Sarah Camfield
- Parvez Qadir (VF : Laurent Morteau) : Hamid Samoudi
- Jake Curran (VF : Tanguy Goasdoué) : Jeremy
- Anne Nahabedian (VF : Magali Barney) : Nili Michaels
- Jeff Seymour (VF : Patrick Béthune) : Omar Massif
- Farzad Sadrian (VF : Gérard Surugue) : Raffi Mustafa
- Hassani Shapi (VF : Jean-Claude Donda) : Julaidin
- Joseph Ziegler (VF : Jean-Luc Kayser) : Mark Carrier

- Version française
  - Société de doublage : Nice Fellow[1]
  - Direction artistique : Thierry Wermuth[1]
  - Adaptation des dialogues : Philippe Lebeau[1]

Source VF : Doublage Séries Database

## Commentaires
État d'alerte a été réalisé par Mikael Salomon (Frères d'armes) et produite par Fox Television Studios en collaboration avec Groveland Pictures et Carnival Films.